# Nicholas Embiricos

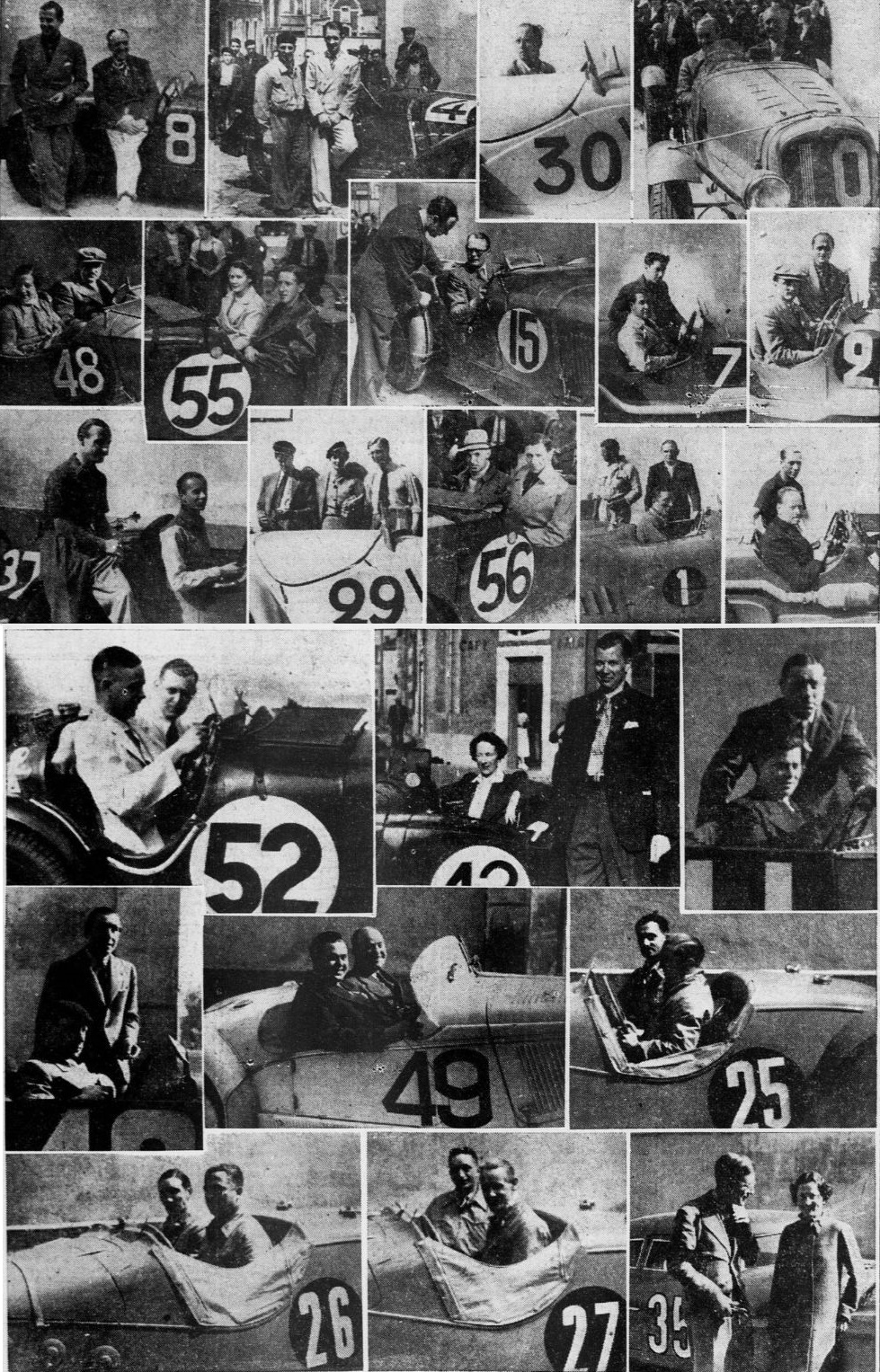
Der Talbot 150C (Startnummer 7, zweite Reihe, zweites Bild von rechts) von George Raphaël Béthenod de Montbressieux und Nicholas Embiricos am Plakat zum 24-Stunden-Rennen von Le Mans 1937

Nicholas Stamati „Nicos“ Embiricos (griechisch Νικόλαος «Νίκος» Εμπειρίκος, * 4. Juli 1910 in Andros; † 1. Juli 1941 in Kingston) war ein griechischer Reeder, Lebemann und Autorennfahrer.

## Karriere
Nicholas Embiricos war ein Mitglied der vermögenden griechischen Reederfamilie Embiricos. Er war verheiratet, Vater eines Sohnes und lebte in den 1930er-Jahren in Palm Beach. Außerdem unterhielt er Ferienwohnsitze in Newport und auf den Bahamas. 
Nicholas Embiricos war der erste Grieche, der am 24-Stunden-Rennen von Le Mans teilnahm. 1937 fuhr er gemeinsam mit George Raphaël Béthenod de Montbressieux einen Talbot 150C, der seinem Bruder André gehörte. Er hatte im Rennen einen Unfall und musste aufgeben.

## Tod
Nicholas Embiricos starb Anfang Juli 1941 bei einem Flugzeugabsturz. Obwohl er erst 136 Flugstunden hinter sich hatte, flog er trotz des schlechten Wetters mit seiner Fairchild 24 Monoplane von einem Flughafen bei Newport nach New York, um dort Freunde zu treffen. Mit an Bord war seine damalige Geliebte, Eleanor Jane Young. Im Regen verirrte er sich auf dem offenen Meer. Beim Versuch einer Notlandung wurde das Flugzeug von einer Welle getroffen und stürzte in der Nähe von Matunuck in den Atlantischen Ozean. Beide Insassen kamen dabei ums Leben.

## Statistik

### Le-Mans-Ergebnisse
| Jahr | Team               | Fahrzeug     | Teamkollege                              | Platzierung | Ausfallgrund |
| ---- | ------------------ | ------------ | ---------------------------------------- | ----------- | ------------ |
| 1937 | André M. Embiricos | Talbot T150C | George Raphaël Béthenod de Montbressieux | Ausfall     | Unfall       |